# Multimedia Super Corridor
Multimedia Super Corridor – specjalna strefa ekonomiczna, wyznaczona przez rząd federalny Malezji, która ma zapewnić państwu szybki rozwój gospodarki opartej na wiedzy i szybkim dostępie do informacji. Obejmuje obszar o wymiarach 15 x 50 km, który rozciąga się między Petronas Twin Towers w Kuala Lumpur aż po międzynarodowy port lotniczy w Sepang koło Kuala Lumpur. Poza stolicą kraju, znajdują się tu dwa ważniejsze ośrodki miejskie: Putrajaya i Cyberjaya.
Multimedia Super Corridor powstał w celu przyciągnięcia najbardziej nowoczesnych firm, głównie dzięki znaczącym ulgom podatkowym, dostępie do szybkiego internetu oraz bliskości międzynarodowego portu lotniczego.